# إدوارد برانلي
إدوارد برانلي (بالفرنسية: Édouard Branly) هو مخترع وعالم فيزياء فرنسي.

## روابط خارجية
- إدوارد برانلي على موقع الموسوعة البريطانية (الإنجليزية)